# Go-go-Bar
Eine Go-go-Bar (auch Gogo-Bar) ist eine Bar mit Unterhaltung durch Go-go-Tänzer.
Dies kann eine große Spannweite von Veranstaltungsformen umfassen, von einer kleinen Diskothek über Nachtclubs bis zu Stripclubs und erotischem Cabaret. Zitat: Wenn die Secession ein Swinger-Club sein kann, kann doch auch eine Gogo-Bar ein Musentempel sein. Wie eine Go-go-Bar bewertet und definiert wird, ist je nach Lokal, Land und Weltanschauung strittig. In Norwegen kann als Kunst gesehen werden, was woanders wiederum nicht als Bühnenkunst, sondern als Pornographie gesehen wird.
Es gibt Go-go-Bars, bei denen das Ambiente eines offenen Nachtclubs mit Go-go-Girls als Bordelltarnung verwendet wird. Bevor es zum Handel mit den Prostituierten kommt, muss eine Bar Fine (Hausgebühr) am Tresen gezahlt werden.
In Österreich zählen Go-go-Lokale zu den Betrieben, in denen die Beschäftigung von Jugendlichen verboten ist.